# Shaun Simon
Shaun Simon es un escritor de cómics estadounidense y exteclista de la banda de indie rock Pencey Prep

## Fundación y disolución de Pencey Prep (2000-2003)
En 2000 él junto con el guitarra rítmica y voz Frank Iero y el bajo y voz de fondo John McGuire fundaron la banda de Nueva Jersey Pencey Prep, se disolvieron en 2003 por un conflicto con Shaun.

## Después de Pencey Prep (2003-2008)
Shaun acompañó a la banda My Chemical Romance en la gira. Fue durante una gira que muchas de las ideas para el cómic tomó forma. Frank es guitarra rítmica y voz de fondo en MCR y voz en Leathermouth, mientras que McGuire participó en variadas bandas como The Champagne Charade y posteriormente Leathermouth.

## Actualidad (2009-presente)
En 2013 publica The true lives of the Fabulous Killjoys (Las verdaderas vidas de los Fabulosos Aguafiestas) junto con Gerard Way y Becky Cloonan. Dark Horse Comics anunció en 2009 el San Diego Comic que el cómic sería lanzado como una serie en 2010, aunque la publicación se retrasó. El libro lo dibuja la artista Becky Cloonan y es editado por Scott Allie.
- Datos: Q7490972